# Psychotria arenosa
Psychotria arenosa är en måreväxtart som beskrevs av Johannes Müller Argoviensis. Psychotria arenosa ingår i släktet Psychotria och familjen måreväxter. Inga underarter finns listade i Catalogue of Life.